# Sergio Oscar Almirón
Sergio Oscar Almirón (San Nicolás de los Arroyos, Provincia de Buenos Aires, Argentina, 20 de septiembre de 1985) es un futbolista argentino. Juega como delantero y su equipo actual es Carlos Stein de la Liga 2 de Perú.

## Trayectoria
Empezó su carrera como futbolista en el 12 de octubre de su ciudad natal en el 2006, en donde marcó muchos goles y tuvo actuaciones destacables.
En 2009, tuvo la oportunidad de jugar en el exterior, precisamente en Chile, en el Provincial Osorno de la Primera B. Con dicho equipo logró marcar 14 goles en la temporada.

### Colegio Nacional de Iquitos
En el año 2010, se desligó del Osorno y llegó al Perú para jugar por la Institución Deportiva Colegio Nacional de Iquitos de Iquitos. Con el correr de los partidos, se fue adaptando al medio peruano y se convirtió en una de las revelaciones del torneo, teniendo como acompañante a Alfredo Ramúa, llegando a anotar 21 goles en el Campeonato Descentralizado 2010, ubicándose a tres tantos de Héber Arriola, máximo goleador del certamen.

### Newell's Old Boys
A inicios de 2011 fue fichado por el Newell's Old Boys de Rosario, Argentina. Jugó seis partidos y anotó dos goles en el Torneo Clausura 2011.

### Olimpia
A mediados del 2011 fue transferido al Club Olimpia de Paraguay, descartando así propuestas de clubes de Ecuador y Colombia, en el equipo jugó pocos partidos, anotó cuatro goles, salió Campeón del Torneo Clausura 2011 y campeón de la Copa Antel 2012 organizado en Uruguay, marcando en este último el gol decisivo. Además jugó la Copa Libertadores 2012.

### Leon de Huanuco
En agosto del 2012 es contratado por el Leon de Huánuco de Perú para el torneo local y la Copa Sudamericana 2012, equipo con el que jugó 14 partidos y anotó 7 goles. Es recordado en el club de Huánuco por haberle anotado un doblete a Alianza Lima en la victoria de su equipo por 2-1.

### Jose Galvez FBC
A inicios del 2013, teniendo varias ofertas, decide no aceptarlas por un problema familiar. Sin embargo, a mediados de aquel año vuelve a las canchas para jugar por José Galvez, haciendo un gran semestre, pero no pudo salvar al club chimbotano del descenso. 

### Blooming
En el 2014 llegó al Blooming donde realizó una de sus mejores temporadas, anotando 24 goles. 

### Oriente Petrolero
Luego pasó al equipo archirrival, Oriente Petrolero de Bolivia. Llegó para jugar la Copa Sudamericana 2015 y Copa Libertadores 2016. A inicios del 2016 surgió el rumor que volvería al fútbol peruano para jugar por Real Garcilaso, sin embargo, este fichaje no se concretó.

### Atlético Rafaela
Luego de quedar como jugador libre, el propio jugador reconoció un interés de Universitario de Deportes Sin embargo, decidió volver a Argentina para jugar por Atlético Rafaela por el periodo de un año.

### Atlético Huila
A pesar de tener contrato, el comandante decidió rescindir con Rafaela, para luego llegar al Atlético Huila de Colombia.

### Deportivo Táchira
Luego de un gran paso por Colombia, decide llevar sus goles a Venezuela, jugando por Deportivo Táchira por todo un año. Jugó la Copa Libertadores 2018, llegando hasta la fase 2.

### Ontinyent Club de Fútbol
A mediados del 2018 se fue a España para jugar por Ontinyent de la Segunda División B. Jugó solo 5 partidos.

### UTC
Para el 2019 vuelve a Perú después de seis años fichando por UTC para jugar la Copa Sudamericana 2019, donde enfrentará a Club Atlético Cerro.

## Clubes
| Club                       | País      | Año       | Partidos | Goles |
| -------------------------- | --------- | --------- | -------- | ----- |
| 12 de Octubre              | Argentina | 2006-2008 | ?        | ?     |
| Provincial Osorno          | Chile     | 2009      | 23       | 7     |
| CNI                        | Perú      | 2010      | 33       | 21    |
| Newell's Old Boys          | Argentina | 2011      | 11       | 1     |
| Olimpia                    | Paraguay  | 2011-2012 | 16       | 2     |
| León de Huánuco            | Perú      | 2012      | 17       | 5     |
| José Gálvez                | Perú      | 2013      | 18       | 6     |
| Blooming                   | Bolivia   | 2014-2015 | 57       | 24    |
| Oriente Petrolero          | Bolivia   | 2015-2016 | 42       | 21    |
| Atlético de Rafaela        | Argentina | 2016      | 3        | 0     |
| Atlético Huila             | Colombia  | 2017      | 31       | 14    |
| Deportivo Táchira          | Venezuela | 2018      | 14       | 2     |
| Ontinyent Club de Fútbol   | España    | 2018      | 7        | 0     |
| Univ. Técnica de Cajamarca | Perú      | 2019      | 32       | 8     |
| Unión Comercio             | Perú      | 2021-2022 | 34       | 14    |
| Carlos Stein               | Perú      | 2023-Act. | 22       | 7     |

## Palmarés

### Distinciones individuales
| Distinción                                                                  | Año  |
| --------------------------------------------------------------------------- | ---- |
| Máximo goleador de la Liga 2 (Perú)                                         | 2021 |
| Preseleccionado como delantero en el mejor once de la Liga 2 según la SAFAP | 2021 |